# Veselko Gabričević
Veselko Gabričević (ur. 29 września 1948 w Gardunie) – chorwacki wojskowy i polityk, generał, parlamentarzysta, przewodniczący Chorwackiej Partii Emerytów (HSU).

## Życiorys
Studiował na akademii wojskowej w Belgradzie, gdzie uzyskał magisterium z nauk o wojskowości. Był zawodowym wojskowym, w stan spoczynku przeszedł w stopniu generała. Uczestnik wojny w Chorwacji, brał udział m.in. w obronie Dubrownika. Pełnił funkcje dowódcy jednego z okręgów wojskowych i komendanta uczelni wojskowej. Był też inspektorem sił zbrojnych i szefem inspektoratu szkolenia chorwackiej armii.
Należał do współzałożycieli organizacji weteranów VEDRA. Zaangażował się w działalność polityczną w ramach Chorwackiej Partii Emerytów. W 2007 organizował struktury partii w miejscowości Trilj, zasiadał w tamtejszej radzie miejskiej. Pełnił funkcję wiceprzewodniczącego ugrupowania, a w grudniu 2020 zastąpił Silvana Hrelję na stanowisku przewodniczącego HSU.
W wyborach w 2024 z listy koalicji skupionej wokół Chorwackiej Wspólnoty Demokratycznej uzyskał mandat posła do Zgromadzenia Chorwackiego.